# Тетевенски манастир
Тетевенският манастир „Свети Илия“ е български православен манастир в Тетевенска духовна околия на Ловчанската епархия на Българската православна църква.

## Местоположение
Манастирът е разположен в южното подножие на връх Острец, непосредствено северно от града.

## История
Основан е по преданието в XI век. Според друго предание цар Иван Шишман дарил на манастира дървен кръст със сребърна обковка, на която били изобразени евангелски сцени. Сведения за манастира от 1600 г. се намират в требник, днес в Националния църковен историко-археологически музей в София. Преди Освобождението Тетевенския манастир е бил книжовен център с килийно училище и библиотека. Посещаван е от дейци на националноосвободителното движение. Манастирът е действащ без монаси.

## Архитектура
Запазени са църквата и една жилищна сграда. Църквата се възприема като уникална със своите 5 конхи и два купола на високи барабани, но само източната апсида и двете конхи са първоначални (17 в.), а другите две конхи и вторият купол са добавени през 1869 г. Храмът е без притвор и има един западен вход и един вход в югозападната конха. Между двете северни конхи е изградено достъпно само отвън помещение, приспособено за костница. Надпис върху църквата гласи, че през 1779 г. турците опожаряват и разграбват Тетевен, но манастирът оцелява.
В храма има два слоя останки от стенописи: от 17 век в олтарната част и от 19 век във вътрешността на църквата, възможно дело на Иван Доспевски (незавършени). Иконостасът от 19 век е дело на тетевенски или тревненски резбари, които са изработили и иконостаса в параклиса „Свети Никола“ в Троянския манастир. Царските двери тук и там са еднакви. Особено ценни са иконите от 18 в. на „Св. Илия“, „Христос Вседържител“, „Йоан Кръстител“, „Св. Константин и Елена“ и „Архангелски събор“.